# Apokalipso
Apokalipso je prvi solo album hrvatskog pjevača Darka Rundeka. Album sadrži 12 pjesama, od kojih su naslovna pjesma i Señor hitovi. Sam naziv dolazi od riječi apokalipsa i kalipso. Album je objavljen na prijelazu iz 1996 u 1997. godinu.

## O albumu
Album sadrži pjesme većinom nadahnute calypso glazbom, no na albumu ima i rock motiva. Sniman je u Parizu i Zagrebu 1995. i 1996. godine. Pjesma Señor je izvorno snimljena 1990. godine, dok je Rundek bio vođa grupe Haustor.
Album je 1998. godine dobio Porina.
Album je pratio i spot za naslovnu pjesmu.

## Zanimljivosti
Za naslovnu pjesmu postoji obrada na francuskom.